# 索朗旺姆
索朗旺姆（藏語：བསོད་ནམས་དབང་མོ་，藏文拉萨音拼音：Sonam Wangmo；1977年—），中国藏族歌手，西藏那曲地区索县人。她1991年进入了索县宣传队，2002年在拉萨参加西藏电视台春节联欢晚会演出成名曲《金色的故乡》，6月参加第十届全国青年歌手电视大奖赛，获得民族唱法金奖。
她是21世纪初最有名的藏族女歌手之一。已故藏歌歌手才旺羅布亦是其子。